# Російське музичне товариство
Російське музичне товариство (РМТ), рос. Русское музыкальное общество (РМО); з 1868 — Императорское Русское музыкальное общество, (ИРМО) — музично-просвітницька організація в Російської імперії другої половини 19 — початку 20 століття, що ставила за мету зробити серйозну музику доступною широкій публіці і сприяти розповсюдженню музичної освіти.

## Історія
Петербурзьке і московське відділення РМТ відкрилися, відповідно, в 1859 і 1860; їх очолювали брати Рубінштейни — Антон Григорович в Петербурзі і Микола Григорович з князем Миколою Петровичем Трубецьким в Москві. Товариство знаходилося під покровительством імператорської сім'ї (найяснішими особами були велика княгиня Олена Павлівна, великі князі Костянтин Миколайович, Костянтин Костянтинович та інші). Існували три категорії членства: почесні, дійсні (що сплачують щорічний грошовий внесок) і члени-виконавці. На чолі кожного відділення стояла рада директорів; зазвичай видну роль в ньому грали як музиканти, так і меценати (зокрема, в Москві директорами були Н. В. Алексеев і С. Н. Третьяков; з їх допомогою було куплено будівлю, де нині поміщається Московська консерваторія).
Симфонічні зібрання ІРМТ (10-12 абонементних концертів в сезон і екстрені збори з крупними прем'єрами або участю видатних виконавців) проводилися в Петербурзі і в Москві в залах міських Благородних зборів, згодом в залах консерваторій. Перший концерт РМО відбувся 23 листопада 1859 в Петербурзі під управлінням А. Г. Рубинштейна.
Головними диригентами РМТ в Петербурзі були (послідовно) А. Г. Рубінштейн, М. А. Балакірєв, Є. Ф. Направник (1839—1916), згодом різні російські і іноземні диригенти, зокрема Г.фон Бюлов, В. І. Сафонов (1852—1918), А. Б. Хессин (1869—1955); у Москві — М. Г. Рубінштейн, М.Ердмансдерфер (1848—1905), В. І. Сафонов, М. М. Іпполітов-Іванов. Часто в Петербурзі виступали московські музиканти, а в Москві — петербурзькі; відбувався обмін програмами; крупні зарубіжні гастролери виступали в обох столицях.
ІРМТ проводило також камерні концерти (приблизно у тому ж числі, що і симфонічні). Основну частину репертуару в перші десятиліття існування суспільства складала західна класична музика, твори сучасних зарубіжних авторів (Шуман, Берліоз, Вагнер, Ліст), а також Глінки і Даргомижського; з часом все частіше стали виконуватися нові твори російських авторів (так, в концертах РМО відбулися симфонічні дебюти Мусоргського і Римського-Корсакова; там же вперше було виконано багато творів Чайковського та ін.
У 1860-х роках РМТ проводило виконавські і композиторські конкурси, впродовж всього існування товариства регулярно публікувалися звіти про його діяльність.
Московське і петербурзьке відділення були засновниками консерваторій двох столиць і здійснювали керівництво ними. Протягом 1860—1890-х років відділення РМТ і загальнодоступні музичні класи при них були відкриті у ряді міст Росії (Казань, Нижній Новгород, Саратов, Псков, Омськ, Тобольськ, Томськ, Тамбов, Астрахань та ін.); в більшості випадків ці класи з часом перетворювалися в училища і консерваторії; провінційні відділення також вели концертну діяльність. Керувати ними повинна була головна дирекція РМО.
Товариство проголосило про саморозпуск у 1918, коли Раднарком прийняв за підписом Леніна рішення про передачу Петроградської і Московської консерваторії у ведення Наркомпроса «зі знищенням їх залежності від РМО».

## РМТ в Україні
На території України відділення ІРМТ було відкрито в 11 містах — у Києві, Одесі, Харкові, Миколаєві, Катеринославі (Дніпро), Полтаві, Херсоні, Житомирі, Сімферополі, Чернігові та Умані. В 9 містах при відділеннях ІРМТ були відкриті музичні училища (натомість в Чернігові та Умані музичні училища відкрились вже за часів СРСР).

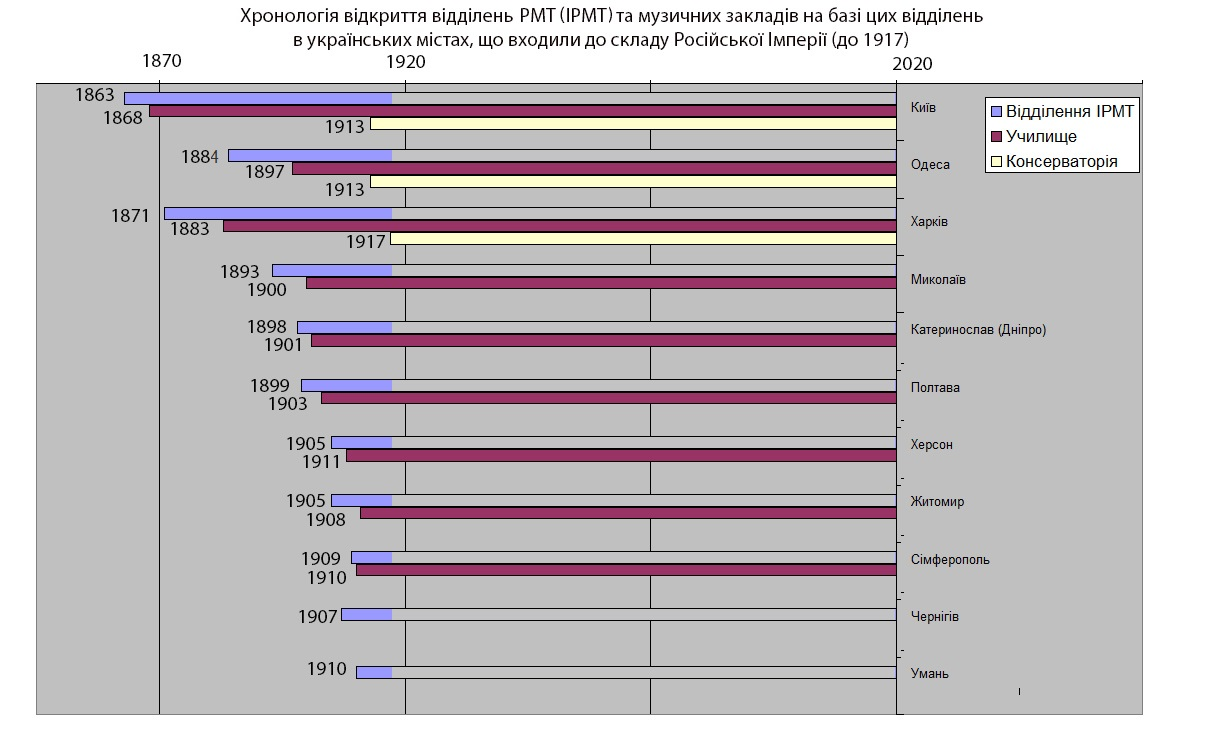
Хронологія відкриття відділень Імператорського російського музичного товариства та музичних закладів на базі цих відділень в українських містах, що входили до складу Російської Імперії (до 1917)

М. Лисенко був членом дирекції київського відділу (1872—1873), але під впливом шовіністичних настроїв частини російських діячів він та інші українські музиканти вийшли з нього.